# كله قطار سفلي (مقاطعة تشرداول)
كله‌قطار سفلي (بالفارسية: کله‌قطار سفلی) هي قرية تقع في قسم بيجنوند الريفي (مقاطعة تشرداول) في إيران. يقدر عدد سكانها بـ 95 نسمة .